# الإمبراطور ريغين
الإمبراطور ريغين (باليابانية: 霊元天皇 ريغين تينو) (9 يوليو 1654 - 24 سبتمبر 1732) كان الإمبراطور الثاني عشر بعد المائة في اليابان وفقا للترتيب الأباطرة. امتدت فترة حكم الإمبراطور ريغين في الفترة بين عامي 1663 و 1687.